# علمني حبك (فلم)
علمني حبك هو فيلمٌ مصريٌ أُنتج عام 2005، ألفه وأخرجه عصام الشماع. اسم الفيلم مأخوذ من قصيدة "علمني حبك" (في مدرسة الحب) التي ألفها نزار قباني، وغناها كاظم الساهر.

## قصة الفيلم
أحمد (أحمد سعيد عبد الغني) شاب مخلص في حبه لشهيرة (منة فضالي)، ويعمل خبيرا في الحاسوب. لكن صديقه وائل (فادي غالي)، والذي يعمل مصوراً فوتوغرافياً، على النقيض منه، إذن زئر نساء، وله علاقات مع الفتيات التي يصورهن الساعيات للشهرة.
في المقابل فإن شهيرة، خطيبة أحمد، والتي تعيش مع أمها الأرملة (سوسن بدر)، لديها صديقة اسمها هند (ياسمين عبد الناصر) تسعى أيضاً إلى الشهرة، لكن هناك مُصور آخر يلتقط لها الصور (كمال عبد العزيز)، وتحاول أن تقنع شهيرة بالدخول في عالم الفن.
يتفق وائل مع سارة (منة جلال)، وهي طالبة جامعية جميلة، على الذهاب معها إلى العين السخنة، وتصر على مرافقة صديقتها مي (ديانا خليفة)، فيطلب وائل من أحمد أن يرافق مي كي لا تبقى وحدها في الرحلة، فيوافق على مضض، بدون أن يبلغ خطيبته شهيرة. وفي المقابل تقوم شهيرة بمرافقة هند في جلسة تصوير للعين السخنة أيضاً، ودون أن تُبلغ أحمد هي الأخرى.
يلتقي أحمد وشهيرة صدفة في العين السخنة، ويشعران بأنهما خدعا بعضهما البعض.
تنجح هند في إقناع شهيرة مؤقتاً بالدخول في عالم التمثيل، لكنها تتراجع بعد رفض أمها وخطيبها، وفي المقابل تسعى الأم دائماً إلى إلى إعادة التوفيق بين أحمد وشهيرة ابنتها.

## قائمة الشخصيات
| - أحمد سعيد عبد الغني في دور أحمد. - منة فضالي في دور شهيرة، خطيبة أحمد. - سوسن بدر في دور أم شهيرة. - ياسمين عبد الناصر في دور هند، صديقة شهيرة. - فادي غالي في دور وائل، صديق أحمد. - كمال عبد العزيز في دور شريف، المُصور الفوتوغرافي. | - عمر ناجي في دور والد هند. - مايسة الرباط في دور والدة هند. - مجدي إبراهيم في دور خال هند. - منة جلال في دور سارة. - ديانا خليفة في دور مي. - ياسر علي ماهر في دور إيهاب. |

## إنتاج الفيلم
في مايو 2005 كان الفيلم مُصوراً بالكامل، وهو أول بطولة سينمائية لمنة فضالي.